# Radio Al-Kul
Radio al-Kul ist ein von Syrern betriebener Hörfunksender, der aus Istanbul für Syrien arbeitet.

## Geschichte
Radio al-Kul ging im April 2014 auf Sendung. Das Team besteht aus medienschaffenden Syrern, die aufgrund des Bürgerkrieges das Land verlassen haben. Der Sender hat eigene Korrespondenten und begleitete die UN-Friedensgespräche für Syrien in der Schweiz mit einem eigenen Reporter.

## Finanzierung
Die Hauptfinanzierung des Senders erfolgt durch die französische NGO "Association de Soutien aux Medias Libres" ASML. Daneben erhält der Sender Geld von anderen NGOs, syrischen Geschäftsleuten und im Exil lebenden Syrern. 

## Programm
Radio Al-Kul sendet Nachrichten, Informationen und Musik. Daneben werden eine Reihe von Ratgebersendungen produziert. “My Car Has Stopped” greift das amerikanische "Car Talk" Format (WBUR) von NPR auf. 
Radio al-Kul betreibt eine englischsprachige Homepage.

## Verbreitungswege
Radio Al-Kul sendet über Internetstream, Satellit und UKW nach Syrien. Nach eigenen Angaben ist der Sender in sieben der insgesamt 14 syrischen Gouvernements auf UKW zu hören. 90 % des Sendegebietes wird nicht von der syrischen Regierung kontrolliert. 
Radio al-Kul wird über Eutelsat 8 (8.0° W), 12563 V und DVB-S 27500 ausgestrahlt.
Das im April 2011 von einer Gruppe aus Aktivisten der syrischen Diaspora in Frankreich gegründete Syrian Media Action Revolution Team (SMART) stellt mobile UKW-Sendetechnik zur Verfügung, mit der Radio al-Kul verbreitet wird. SMART kooperiert mit der im November 2011 gegründeten französisch-syrischen Association de soutien aux médias libres (ASML).